# Plug and play
Plug and play är en beteckning på datortillbehör och -enheter som efter inkoppling inte kräver omstart för att fungera. Om en enhet ej är plug and play så måste datorn startas om innan enheten kan användas. Elaka tungor döpte snabbt om företeelsen till "plug-and-pray", då Plug and Play inte alltid fungerade som det var tänkt i början. Det första operativsystemet som stödde Plug and Play var Windows 95.